# Martina Bašić
Martina Bašić (* 11. Januar 1997) ist eine ehemalige kroatische Tennisspielerin.

## Karriere
Bašić spielt vor allem auf dem ITF Women’s Circuit, wo sie einen Doppeltitel gewinnen konnte.

## Turniersiege

### Doppel
| Nr. | Datum              | Turnier | Kategorie   | Belag | Partnerin  | Finalgegnerinnen                     | Ergebnis |
| --- | ------------------ | ------- | ----------- | ----- | ---------- | ------------------------------------ | -------- |
| 1.  | 26. September 2014 | Bol     | ITF $10.000 | Sand  | Tena Lukas | Ana Oparenović Magdalena Stoilkovska | 6:1, 6:2 |